# Kính áp tròng

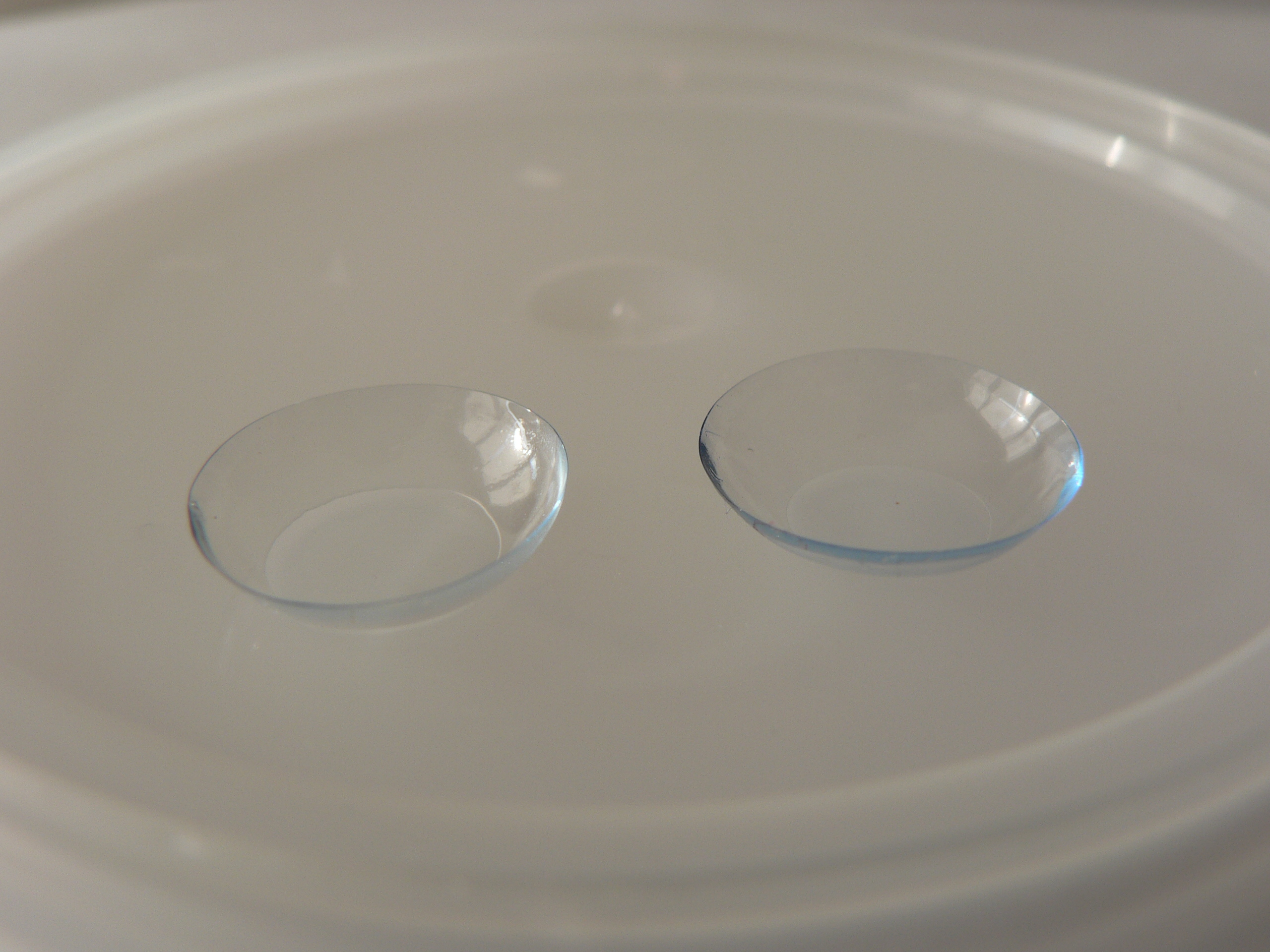
Một cặp kính áp tròng

Kính áp tròng là loại thấu kính mỏng làm từ chất dẻo được đặt trực tiếp lên bề mặt con ngươi để điều chỉnh các tật khúc xạ của mắt. Kính áp tròng được coi là thiết bị y tế và được dùng để điều chỉnh các tật của mắt, dùng để đáp ứng nhu cầu thẩm mỹ hay chữa bệnh về nhãn khoa.
Năm 2004, theo thống kê có tới 125 triệu người (2%) sử dụng kính áp tròng trên toàn cầu, trong đó có 28 tới 38 triệu người dùng tại Mỹ. Năm 2010, thị phần toàn thế giới ước đạt $6.1 tỉ, trong đó thị phần kính áp tròng mềm tại Mỹ là $2.1 tỉ. Theo ước tính doanh thu thị trường này trên toàn thế giới sẽ đạt $11.7 tỉ vào năm 2015. Theo đó năm 2010, độ tuổi trung bình của người sử dụng kính áp tròng toàn cầu là 31 tuổi và 2/3 trong số đó là nữ giới.

## Lịch sử

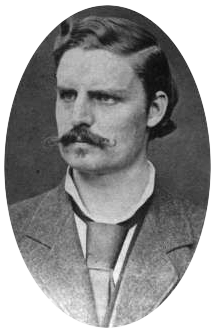
Năm 1888, Adolf Fick là người đầu tiên thành công trong việc chế tạo kính áp tròng làm từ thủy tinh thổi.

Lịch sử kính áp tròng bắt đầu từ ý tưởng của Leonardo da Vinci, một trong những con người toàn tài nhất trên thế giới này đã có những nghiên cứu ban đầu về kính áp tròng từ những năm 1500. Bức họa ở trên được Leonardo da Vinci vẽ vào năm 1508 với một thấu kính nằm ở phía cuối của một ống và nước sẽ được sử dụng để tạo mặt cong tạo ra cảm giác y như đang nhìn bằng mắt thường. Ý tưởng kiểu như vậy được lặp lại vào năm 1820 khi Sir John Herschel, một nhà thiên văn học người Anh cho rằng có thể thu nhỏ thấu kính vẫn được sử dụng vào các công việc khác thành loại kính có thể đặt được vào mắt người thường. Phải tới năm 1887, kính áp tròng đầu tiên đã được sản xuất bởi nhà vật lý người Đức có tên là Adolf Eugen Fick. Kính này đã được thử nghiệm trên thỏ và sau đó là trên chính mắt của Fick. Tuy vậy, kính áp tròng thời kỳ này vẫn còn tương đối rộng và chưa thực sự vừa với mắt nên không thể dùng được trong một thời gian lâu mà chỉ dùng được trong khoảng thời gian ngắn. Tới thập niên 1930s, kính được làm bằng nhựa plastic cùng với thủy tinh đã được phát minh ra và sau đó là kính áp tròng thế hệ mới được sử dụng rộng rãi hiện nay (được chế tạo bởi nhà hóa học người Tiệp Otto Wichterle).
Trên thực tế, kính của Leonardo da Vinci vẽ ra không thể coi là kính áp tròng mà chỉ được coi là thiết bị quang học được sử dụng sát với mắt để tăng thị lực. Tuy vậy, tầm nhìn về khoa học của Leonardo da Vinci thì không phải bàn cãi. Tiếp theo phát minh có tính đột phá của Otto Wichterle làm cho kính áp tròng thuận tiện và dễ sử dụng hơn thì ngày nay kính áp tròng vẫn được cải tiến liên tục. Không chỉ cải thiện thị lực, kính áp tròng giúp mắt chống lại tia cực tím/tử ngoại có hại và giúp cho người sử dụng có thể đổi màu mắt một cách dễ dàng.Kính áp tròng ngày càng được hoàn thiện về cấu trúc hoá học, thời gian sử dụng, độ an toàn và thuận tiện nhất trên thị trường. Hiện nay các loại kính áp tròng dài ngày đã dần được thay thế bằng kính áp tròng sử dụng 1 ngày bởi sự tiện lợi của nó.
Hiện nay có 140 triệu người trên thế giới (31-42 triệu người ở Mỹ và 15 triệu người ở Nhật) sử dụng kính áp tròng.